# Новосюлкі (гміна Славатичі)
Новосюлкі (пол. Nowosiółki) — село в Польщі, у гміні Славатичі Більського повіту Люблінського воєводства. Населення — 134 особи (2011).

## Історія
За німецьким переписом 1940 року, у селі проживало 632 особи, з них 597 «русинів», 18 українців, 12 поляків і 5 білорусів.
У 1975-1998 роках село належало до Білопідляського воєводства.

## Демографія
Демографічна структура станом на 31 березня 2011 року:
|          | Загалом | Допрацездатний вік | Працездатний вік | Постпрацездатний вік |
| -------- | ------- | ------------------ | ---------------- | -------------------- |
| Чоловіки | 63      | 7                  | 41               | 15                   |
| Жінки    | 71      | 11                 | 25               | 35                   |
| Разом    | 134     | 18                 | 66               | 50                   |